# Annone

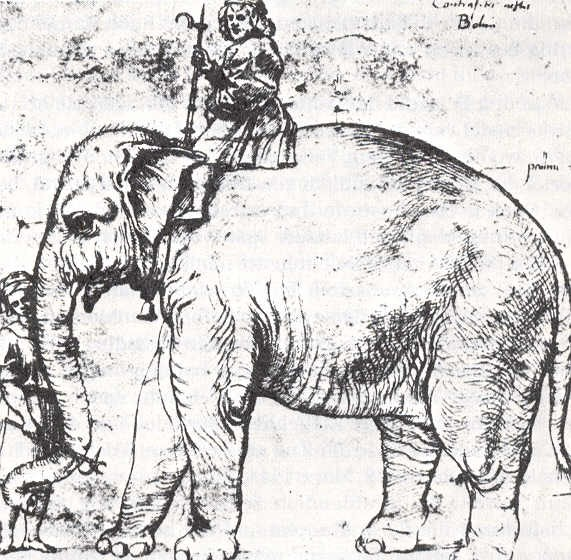
Esbós d'Annone de Rafael, c. 1514

Annone (italià) o Hanno (portuguès) (c. 1510 - 8 de juny de 1516) va ser un elefant blanc asiàtic, regalat per rei portuguès Manuel I al papa Lleó X en motiu de la seva coronació.
Es va convertir ràpidament en la mascota preferida del Papa. Va morir dos anys després degut a un restrenyiment que es va intentar de tractar amb un laxant enriquit amb or.

## Origen
El governador de les colònies portugueses a l'Índia, Afonso de Albuquerque, va rebre l'encàrrec del seu rei de que li enviés un elefant a Lisboa. Per assegurar-se de que almenys un elefant sobrevisqués el llarg viatge marítim, Afonso en va obtenir dos: un d'ells el va comprar, i l'altre fou un regal del rei de Kochi. Els dos animals van arribar a Lisboa el 1511, on van ser instal·lats al zoològic del palau reial de Ribeira. Un d'ells era un exemplar jove de color blanc, que va rebre el nom de Hanno.

## Trasllat a Roma
L'any 1514 Giovanni de Mèdici va ser escollit papa, i coronat amb el nom de Lleó X. Per tal d'aconseguir el favor del nou papa, Manuel I va enviar a Roma una delegació de setanta nobles encapçalada per Tristão da Cunha en un vaixell carregat de regals valuosos, incloent-hi a Hanno.
A Roma, l'elefant rebé el nom italianitzat d'Annone, i esdevingué una sensació a la cort papal. Artistes i poetes van fer obres en honor seu, i participava regularment en processons on era aclamat per la multitud.
Dos anys després de la seva arribada a Roma va caure malalt, i se li donà un purgant. Va morir el 8 de juny de 1516 als set anys d'edat, amb el Papa al seu costat, i va ser enterrat al Pati del Belvedere. Sobre del túmul s'hi va erigir un fresc memorial del cèlebre pintor Rafael (que no s'ha conservat), i un epitafi compost pel mateix Papa:

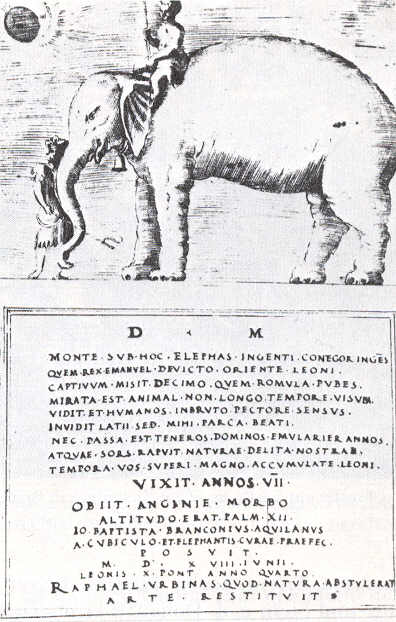
Esbós del fresc i epitafi d'Annone

| « | Sota aquest gran turó sóc enterrat. El gran elefant que el rei Manuel conqueridor d'Orient va enviar captiu al Papa Lleó X. Que va meravellar la gent de Roma, una bèstia no vista en molt de temps, en el meu enorme pit van percebre-hi emocions humanes. El destí em va enviar a viure al beneït Laci, i no va tenir a paciència de deixar-me servir al meu amo ni tres anys sencers. Però desitjo, oh déus, que el temps que la Natura m'hauria assignat, i que el destí em va robar, s'afegeixin a la vida del gran Lleó. He viscut set anys, he mort d'angina, he mesurat deu pams d'alçada. Giovanni Battista Branconio dell'Aquila, camarlenc privat del papa i prebost de la custòdia de l'elefant, ho ha erigit el 1516, el 8 de juny, al quart any del pontificat de Lleó X. Allò que la natura ha robat, Rafael d'Urbino ho ha restaurat amb el seu art. | » |